# Pratt & Whitney PW2000
Los motores de la serie Pratt & Whitney PW2000 son motores de aviación turbofán de alta conducción con empujes de 37.000 a 43.000 lb (165 a 190 kN) construido por Pratt & Whitney. Fue diseñado para el Boeing 757. Como motor del 757, competía con el motor RB211-535.
El primero de la serie de motores PW2000, el PW2037, entró en servicio en un 757 en 1984. Una versión militar sería instalada posteriormente en el reactor de transporte Boeing C-17 en 1991, y otra variante civil en el Ilyushin Il-96M en 1993.  
Una versión mejorada del PW2043 fue lanzada en 1994, ofreciendo una mejor resistencia, duración y reducción de costes totales de mantenimiento, junto con un excelente perfil medioambiental.
La versión de motor actualmente en construcción es la PW2043, que proporciona más de 43.000 lb de empuje (190 kN). El PW2043 proporciona una buena eficiencia de consumo de combustible y un mayor empuje a altas cotas y/o temperaturas elevadas. Los motores ya existentes pueden ser convertidos al PW2043 trasuna pequeña modificación.
Además del 757, las series PW2000 también motoriza el Ilyushin Il-96M y el transporte militar C-17 Globemaster III, donde operara militarmente, designado como F117-PW-100.

## Alerta de seguridad
El 16 de octubre de 2008 la NTSB solicitó cambiar de urgencia los procedimientos de inspección haciendo caso del último artículo de la FAA para la aeronave (Boeing 757) que utilizase el modelo de motor PW2037. Esto surgió tras una investigación a raíz de un fallo de motor en agosto de 2008 en un vuelo de Delta Air Lines desde Las Vegas, Nevada. La NTSB recomendó seguir la orden de la FAA de retirar los motores PW2037 de servicio para inspeccionarlos si habían superado el umbral de horas de vuelo o de ciclos de vuelo, y que debían ser sometidos a nuevas inspecciones en intervalos regulares. El umbral no fue especificado pero se recomendó que fuese inferior a las horas de vuelo (10.880 horas de vuelo) o ciclos de vuelo (4.392 ciclos) del motor que fallo en agosto de 2008.

## Especificaciones
- tipo=Turbofán
- longitud=141,4 pulgadas
- diámetro=78,5 pulgadas
- peso= 3221 kg
- compresor=Axial
- combustión=Anular
- turbina= 8 etapas axial
- combustible=Jet-A Aviation Kerosene
- aceite=
- potencia=
- empuje=38400-43734 libras
- Compresión=27.6-31.2